# Сенко
Сенко или Мистер Сенко (настоящие имя и фамилия — Евстатий Христов Карайончев); 12 февраля 1905, Враца, Княжество Болгария — 26 июля 1987, София) — болгарский иллюзионист. Народный артист Болгарии. Герой Социалистического Труда (НРБ).

## Биография
Рано осиротел и был вынужден зарабатывать на жизнь. Оказавшись в Софии, узнал, что цирк ищет дворников. В то время в столице гастролировал французский иллюзионист, выступавший под псевдонимом The Mysterious Turk. Когда его помощник заболел, он взял вместо него маленького Евстатия, любознательного мальчика, давно привлекавшего его внимание. Так будущий мастер стал посвящаться в тайны циркового искусства. С единственным номером самоуверенный молодой артист отправился в турне по стране. Давал представления в школах, сараях и даже в автобусах. Постепенно труппа вокруг него разрасталась, добавились ещё несколько номеров, которые Сенко придумывал и делал для них реквизит. Постепенно создалось целостное зрелище, в котором было более 20 иллюзионных номеров и 40 трюков. Его труппа уже насчитывала десять человек. Некоторые из его самых известных иллюзий — «Электрический стул», «Разрезание женщины циркулярной пилой» и «Отсечение головы».
Много путешествовал по миру. Снятый государственной кинохроникой, стал мировой знаменитостью.
Почётный член ассоциаций иллюзионистов Германии, Франции и США. Французская ассоциация иллюзионистов вручила ему высшую награду — орден Робера Гудена. Он является почетным гражданином Врацы, Парижа и Софии, а также был почетным президентом Клуба иллюзионистов Болгарии со дня его основания.

## Награды
- Герой Социалистического Труда (НРБ)
- Орден «Георгий Димитров»
- Орден Народной Республики Болгария 1 степени
- Орден «Кирилл и Мефодий» 1 степени
- Орден «Красное Знамя» (НРБ)
- почетная золотая медаль Магической организации ФРГ
- почетный гражданин Врацы, Софии и Парижа.